# NGC 1610
NGC 1610 este o galaxie situată în constelația Eridanul. A fost descoperită în  de către Francis Leavenworth.